# Aleksander Janiszewski (menedżer kolejowy)
Aleksander Janiszewski (ur. 16 lutego 1935 we Lwowie) – polski menedżer kolejowy, w latach 1990–1996 Dyrektor Generalny PKP.

## Życiorys
W 1956 roku ukończył ówczesny Wydział Komunikacji Politechniki Warszawskiej i po krótkiej pracy na PKP został zatrudniony w Centralnym Biurze Projektowo-Badawczym Budownictwa Kolejowego „Kolprojekt” jako projektant systemów kolejowych w pionie informatyki PKP. W tym charakterze uczestniczył w projektowaniu Centralnej Magistrali Kolejowej. Działacz NSZZ „Solidarność” - m.in. był przewodniczącym tej organizacji w tymże biurze. Od 16 grudnia 1981 do 29 kwietnia 1982 internowany m.in. w Białołęce i Jaworzu. 1 lipca 1990 roku Franciszek Wielądek powołał go na dyrektora generalnego PKP, Aleksander Janiszewski sprawował tę funkcję do 15 stycznia 1996 roku. Za jego kadencji doszło do spadku przewozów pasażerskich w PKP o 45%, a zatrudnienie w PKP zredukowano z około 450 tysięcy osób do 230 tysięcy. 
Na okres jego kierowania PKP przypadły uruchomienie pierwszych pociągów EuroCity oraz InterCity, pozyskanie pierwszych środków z UE na modernizację infrastruktury kolejowej oraz faktyczna likwidacja kilku tysięcy kilometrów linii kolejowych. Wydana w 1994 r. przez Dyrekcję Generalną PKP broszura „Nasza kolej. Dlaczego i jak ją restrukturyzować” stanowiła: „Strategia PKP musi zmierzać do wygaszania popytu na kolejowe przewozy lokalne, a tym samym do przesunięcia tego popytu na transport samochodowy”.
Po 1996 roku pracował jako konsultant w Zespole Doradców Gospodarczych „Tor” (1998-2003) oraz ponownie w „Kolprojekcie” i w firmie „Torprojekt”. Członek Stowarzyszenia Ekspertów i Menedżerów Transportu Szynowego. Współautor projektu połączenia terminalu lotniska Okęcie z linią kolejową, koncepcji rewitalizacji Dworca Gdańskiego w Warszawie i szybkiej kolei Warszawa – Łódź. 
Jego ojciec, inż. Tadeusz Janiszewski, pełnił cały szereg odpowiedzialnych funkcji na PKP, m.in. dyrektora DOKP w Szczecinie (1947-1949) oraz dyrektora eksploatacji w Dyrekcji Generalnej PKP (1949-1951).